# IC 4114
IC 4114 је спирална галаксија у сазвјежђу Ловачки пси која се налази на листи објеката дубоког неба у Индекс каталогу.
Деклинација објекта је + 40° 6' 17" а ректасцензија 13h 2m 42,0s. Привидна величина (магнитуда) објекта IC 4114 износи 15,7 а фотографска магнитуда 16,5.